# Ołtarz Andreasa Jerina

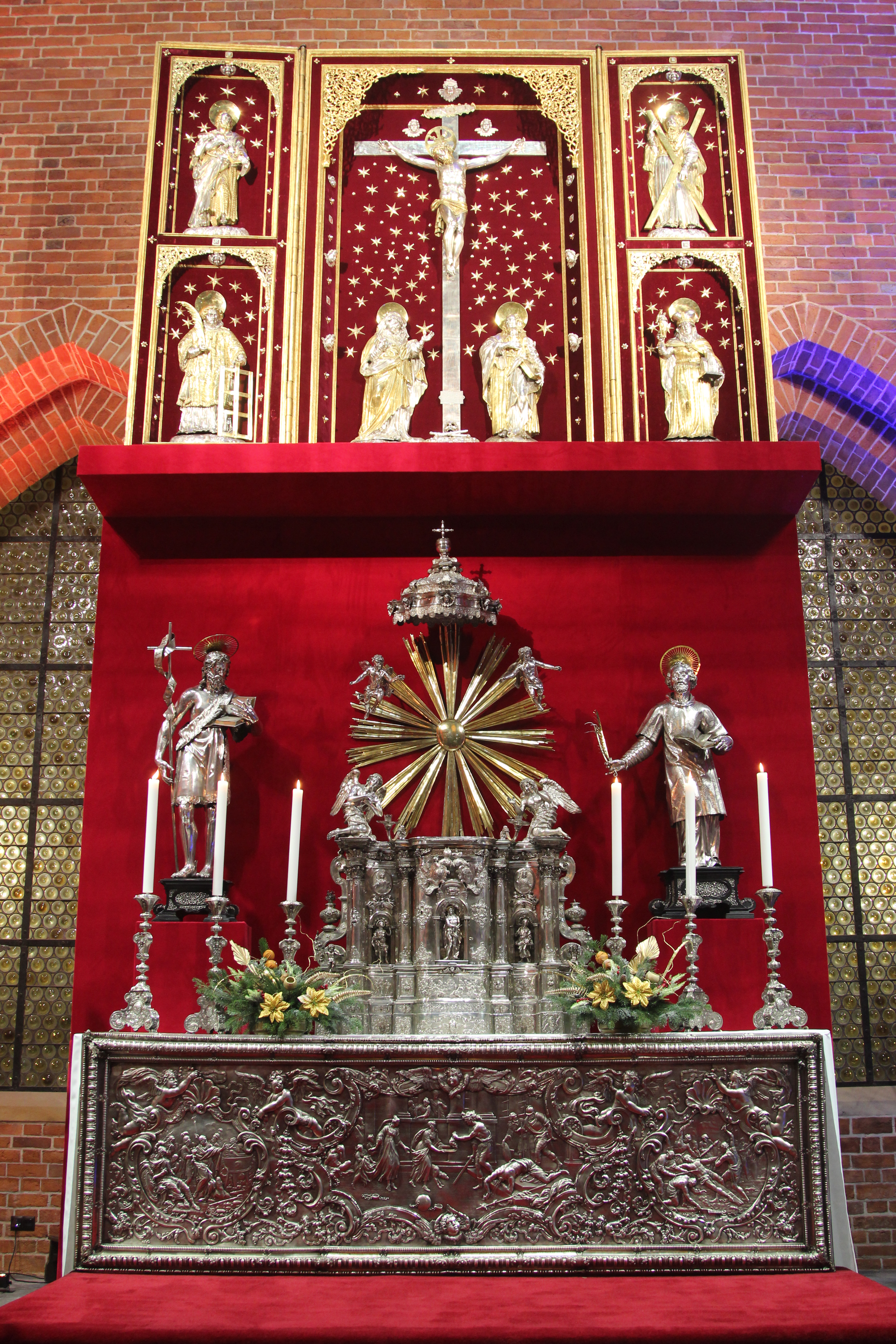
Zrekonstruowany ołtarz w prezbiterium.

Ołtarz Andreasa Jerina – XVI-wieczny manierystyczny główny ołtarz katedry we Wrocławiu.

## Opis
Manierystycznym ołtarz jest pentaptykiem, składa się z drewnianej szafy ołtarzowej, obitej bordowym aksamitem ozdobionym srebrnymi gwiazdami. Na jego tle umieszczono srebrne figury ukrzyżowanego Jezusa Chrystusa, Marii i św. Jana Ewangelisty. We wnękach skrzydeł również wyłożonych bordowym aksamitem i ozdobionych gwiazdami umieszczono srebrne figury św. Andrzeja Apostoła i św. Jadwigi Śląskiej (prawe skrzydło) oraz św. Jana Chrzciciela i św. Wincentego z Saragossy (lewe skrzydło). Ponadto poniżej świętych są srebrne, małe medaliony związane z fundatorem: w prawym skrzydle jego herb, a w lewym portret z profilu. Szafa główna i wnęki skrzydeł obramowano złoconymi ażurowymi ornamentami roślinnymi ze srebra. Otwarty ołtarz ma 376 cm szerokości i 301,5 cm wysokości (ks. Cembrowicz podaje odpowiednio: 371 cm i 300 cm). Główna skrzynia jest zamykana czterema skrzydłami.
Na drugiej, widocznej po zamknięciu ołtarza stronie skrzydeł widoczne są obrazy Bartholomaeusa Fichtenbergera: osiem obrazów nt. historii życia św. Jana Chrzciciela (w scenie kazania św. Jana nad Jordanem przedstawiono m.in. postać fundatora ołtarza – biskupa Jerina) tworzących pierwsze zamknięcie ołtarza i cztery portrety Ojców Kościoła (św. Ambrożego, św. Augustyna, św. Grzegorza Wielkiego i św. Hieronima), tworzące drugie zamknięcie.
Ołtarz, który po rekonstrukcji, od 2019 r. jest ponownie ołtarzem głównym katedry posiada ok. 80% zachowanych oryginalnych elementów, natomiast do odtworzonych elementów należą: sam krzyż krucyfiksu (figura Chrystusa i inne drobne elementy krucyfiksu są oryginalne) i tablica fundacyjna bp. Jerina poniżej krucyfiksu, dębowa centralna szafa ołtarza (nie została ewakuowana przed oblężeniem Wrocławia i spaliła się w czasie pożaru świątyni), aksamitowa tkanina wyścielająca centralną szafę i kwatery skrzydeł, część srebrnych gwiazd i rozet umieszczonych na aksamicie, głowy aniołów na ramie centralnej szafy i wokół górnej części krzyża, ażurowe ozdoby w górnych rogach szafy centralnej i drobne fragmenty uzupełniające zachowane elementów wystroju. Srebrne elementy odtworzone nie są pozłacane, w przeciwieństwie do oryginalnych. Nie zachowała się także predella.

## Historia
Ołtarz o wartości 10 tysięcy talarów został ufundowany w 1590 r. przez katolickiego biskupa Andreasa von Jerina, a wykonany na miejscu, we Wrocławiu przez miejscowych luterańskich rzemieślników pod kierownictwem złotnika Paula Nitscha. Cena ołtarza była w chwili złożenia na niego zamówienia równowartością średniej wielkości miasta. Po zainstalowaniu w katedrze w 1591 r. aż do końca II wojny światowej był jej głównym ołtarzem i jednym z najczęściej oglądanych zabytków w mieście.
Ołtarz został częściowo zniszczony w 1632 r. przez wojska szwedzkie i saksońskie, gdy żołnierze ukradli srebrne blachy z tylnych ścian ołtarza, przy okazji uszkadzając skrzynię i boczne skrzydła. Srebrne figury nie zostały zrabowane, gdyż ukryto je przed zajęciem miasta. Niezniszczone części ołtarza władze miejskie przeniosły w bezpieczne miejsce. W 1650 r. ołtarz został odrestaurowany z polecenia siostrzeńca biskupa, kanonika Philippa von Jerina, wówczas blachy zastąpiono suknem ozdobionym srebrnymi gwiazdami i rozetkami.
W XIX w. ołtarz poddawano renowacjom, a w 1934 r. wykonano kompleksową konserwację. Po 5 września 1944 r. ołtarz zdemontowano, srebrne figury zabezpieczono w skarbcu, a skrzydła z obrazami w jednym z magazynów muzealnych. W czasie bombardowania miasta w święta wielkanocne 2 kwietnia 1945 r. pozostająca w prezbiterium główna szafa ołtarzowa spłonęła. Po wojnie ołtarz nie został zrekonstruowany i zastąpił go późnogotycki pentaptyk Zaśnięcia Najświętszej Marii Panny ze zbiorów Muzeum Śląskiego.
Zachowane skrzydła przekazano natomiast do kościoła pokolegiackiego św. Stanisława w Szamotułach, a rzeźby i inne srebrne elementy pozostawiono w skarbcu katedralnym. W 1966 r. skrzydła ponownie trafiły do katedry i były pokazywane w Muzeum Archidiecezjalnym. W trakcie inwentaryzacji w 2016 r. oceniono, że zachowało się 80% fragmentów ołtarza i zdecydowano się na projekt jego rekonstrukcji. Fragmenty ołtarza prezentowano w 2017 r., po częściowej rekonstrukcji, na wystawie w Muzeum Narodowym. Umowę między parafią i Muzeum Narodowym o pełnej odbudowie podpisano w 2018 roku. Po rekonstrukcji ołtarz od kwietnia 2019 r. wystawiono w Muzeum Narodowym, a w grudniu tego samego roku umieszczono go jako ołtarz główny w katedrze.